# Hit-Boy
Chauncey Hollis (født 21. maj 1987), kendt under producernavnet Hit-Boy, er en amerikansk hiphop-producer og rapper fra Fontana, Californien.
I maj 2011 underskrev han en aftale med Kanye Wests GOOD Music pladeselskab under deres Very G.O.O.D. Beats producerteam. Han forlod dog pladeselskabet i 2013 efter kontraktudløb. I december 2012 havde han underskrevet en kontrakt med Interscope Records, og han har startet sit eget pladeselskab Hits Since '87.
Han er kendt for sit produktionsarbejde på sange som f.eks. "Drop the World" af Lil Wayne og Eminem, “Niggas in Paris" af Jay-Z og Kanye West, "Goldie" af ASAP Rocky, “Backseat Freestyle" af Kendrick Lamar og GOOD Music-singlen "Clique".

## Karriere
Hit-Boy startede sin karriere på Myspace, hvor han modtog en besked fra Polow Da Don, der ønskede at arbejde sammen med ham. Han har produceret for store navne som Kid Cudi, Kanye West, Jay-Z, Lil Wayne, Eminem, 50 Cent, Mary J. Blige, Chris Brown, Snoop Dogg, Justin Bieber, Drake, Kendrick Lamar, ASAP Rocky og flere. 
Han har startede gruppen Surf Club, der består af Chase N.Cashe, BCarr og Chili Chill. Surf Club er blevet et team, der er vært for en række kunstnere samt sangskrivere og andre producenter. Surf Club opstod i det sydlige Californien. De fik deres start i branchen i 2007 efter at være kommet i forbindelse med Polow Da Dons Zone 4-pladeselskab, der er under Interscope Records. Han begyndte sit arbejde med Kanye West, da han producerede "Christmas in Harlem" til Kanye West's GOOD Friday serie. Han skrev kontrakt med Kanye Wests GOOD Music pladeselskab hvor han producerede singlen "Niggas in Paris" på Kanyes samarbejdsalbum med Jay-Z "Watch the Throne". Senere produceret han sangene  "Goldie" og "1 Train" til ASAP Rockys debutalbum. 
Den 7. juni 2012 udgav han sin første officielle sang "Jay-Z Interview" produceret af Bink!. Senere i juli 2012 var han med på GOOD Music kollegaen CyHi The Prynce's mixtape "Ivy League Club" på sangen "Entourage". Hit-Boy udgav sin selvproduceret sang "Old School Caddy" sammen med GOOD Music-kollegaen Kid Cudi. De to sange blev udgivet på Hit-Boys debut mixtape "HITstory", som blev udgivet til gratis download på hans officielle hjemmeside. Den 23. december 2012 skrev han under på en pladekontrakt med Interscope Records under Blueprint Group sammen med L.E.P. Bogus Boys. Den 23. Januar 2013 annoncerede han, at hans pladeselskab Hits Since '87 blev en del af Interscope Records.

## Privatliv
Hit-Boy er nevø af Rodney Benford fra R&B-gruppen Troop.

## Diskografi

### Produceret singler
- "Stronger" af Mary J. Blige (2009)
- "Drop the World" af Lil Wayne og Eminem (2010)
- "Lay It on Me" af Kelly Rowland og Big Sean) (2011)
- "Niggas in Paris" af Kanye West og Jay-Z (2011)
- "Cold" af DJ Khaled og Kanye West (2012)
- "Goldie" af ASAP Rocky (2012)
- "I Wish You Would" af DJ Khaled, Kanye West og Rick Ross (2012)
- "Clique" af Kanye West, Jay-Z og Big Sean (2012)
- "Backseat Freestyle" af Kendrick Lamar (2013)
- "Scream & Shout" (Remix) af Britney Spears, will.i.am, Lil Wayne, Diddy og Hit-Boy (2013)
- "XO" af Beyonce (2014)
- "Trophies" af Drake (2014)
- "Go All Night" af Hit-Boy (2015)

### Albums
- "We The Plug" med HS87 udgivet den 27. Maj 2014 af Hits Since '87 og Interscope Records

### Mixtapes
- "A Hit-Boy Christmas" udgivet den 24. December 2010 af Hits Since '87
- "Love Notes" udgivet den 14. Februar 2011 af Hits Since '87
- "HITstory" udgivet den 7. August 2012 af GOOD Music og Hits Since '87
- "All I've Ever Dreamed Of" med HS87 udgivet den 12. Marts 2013 af Hits Since '87 og Interscope Records

## Priser og nomineringer
- Nomineret til årets producer i 2014 BET Hip Hop Awards